# Larnod
Larnod är en kommun i departementet Doubs i regionen Bourgogne-Franche-Comté i östra Frankrike. Kommunen ligger i kantonen Boussières som tillhör arrondissementet Besançon. År 2022 hade Larnod 784 invånare.

## Befolkningsutveckling
Antalet invånare i kommunen Larnod
Referens:INSEE